# Éxito (supermercado)
Éxito (estilizado como éx!to) es una cadena colombiana de supermercados e hipermercados pertenecientes al Grupo Éxito. Es la cadena de supermercados más grande de Colombia y tiene presencia en el territorio nacional con alrededor de 400 almacenes ubicados en 235 localidades.

## Historia
El 26 de marzo de 1949, el empresario Gustavo Toro Quintero, abre el primer Éxito del país en el centro de la ciudad de Medellín. En sus principios fue un almacén dedicado a la venta de retazos y confecciones textiles.
En 1989, se inaugura y se abre el primer almacén Éxito en Bogotá, ubicado en la Carrera 68 con la Calle 80, siendo uno de los primeros almacenes en operar fuera de Medellín. 
En 1993, nace la Fundación Éxito, en sus principios se dedicaba a fortalecer temas como la educación, condiciones sociales, cívicas y culturales. Hoy en día su foco de trabajo es la nutrición infantil. 
En 1994, la compañía inicia su proceso de apertura accionaria, entrando a participar en la bolsa de valores de Bogotá, Medellín y Occidente. 
En 1998, nace www.exito.com. En asociación con NormaNet, se creó la tienda virtual del Éxito, siendo pioneros en el país en comercio en línea. 
En 2001, Almacenes Éxito y Cadenalco se fusionan, desapareciendo así Almacenes Super Ley y adquiere los Almacenes Ley.
En 2005, Grupo Éxito incursiona en el negocio inmobiliario. También nace la Tarjeta Éxito, una tarjeta de crédito propia en alianza con Tuya.
En 2010, El Éxito anuncia la absorción de Almacenes Ley, proceso que se completaría en el 2012.
En 2013 nace Móvil Éxito sale al mercado como telefonía móvil apoyada en la infraestructura de Tigo Colombia.

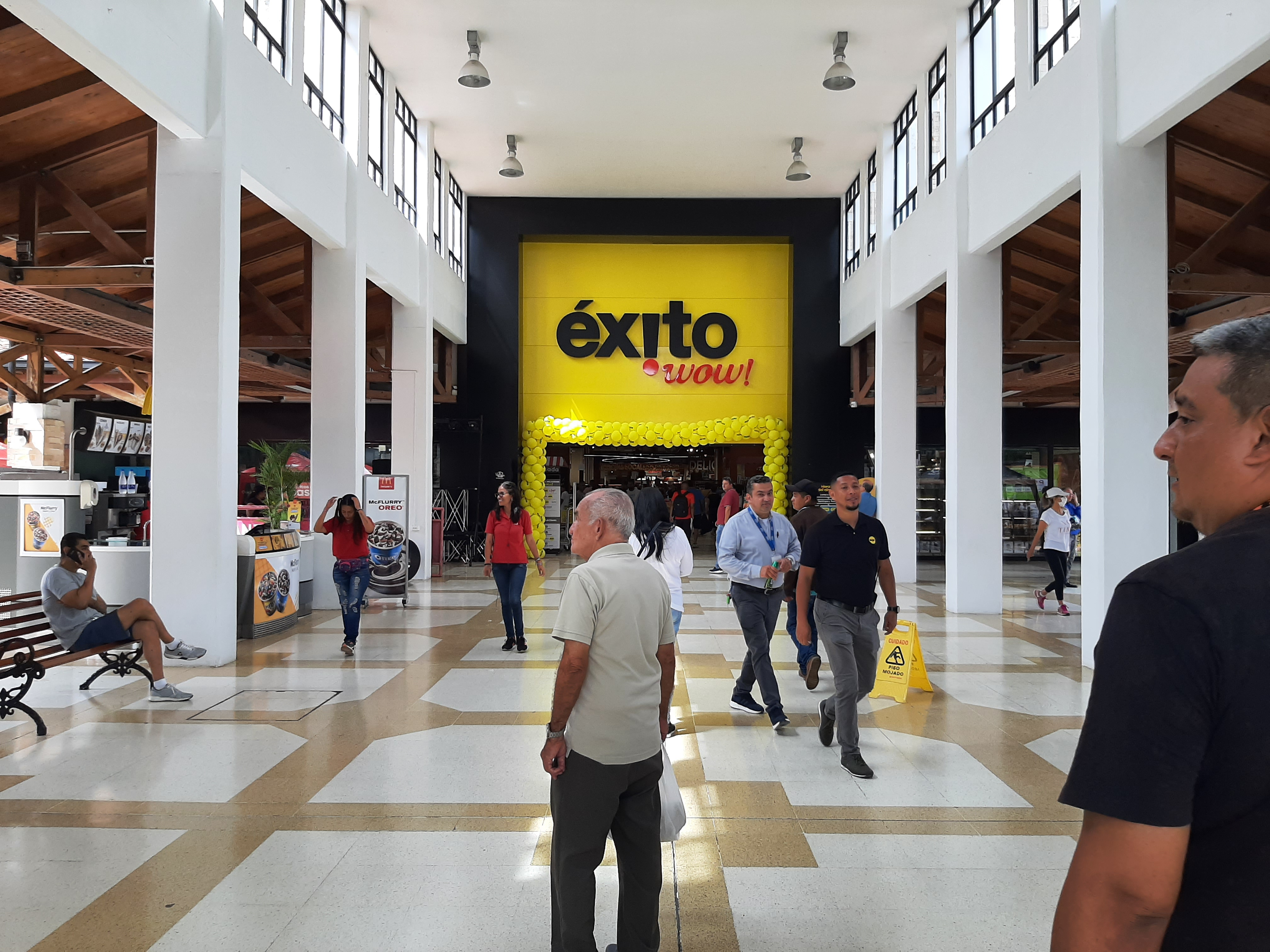
Fachada de Almacenes Éxito Wow! en el Centro Comercial Alfaguara en Jamundí, Valle del Cauca, donde estaba Almacenes La 14

En 2018 Nace Éxito Wow, el hipermercado del futuro que combina el mundo físico y virtual. Abre Viva Envigado, el complejo comercial y empresarial más grande del país. El 18 de octubre de 2018, se inaugura el Centro Comercial Viva Tunja, del grupo francés Casino, el más grande de la región, ubicado sobre la Avenida Universitaria con Calle 51, al norte de la ciudad de Santiago de Tunja en alianza con Hipertiendas Homecenter y Constructor de la empresa chilena Sodimac.
En 2022 los Almacenes Éxito reemplaza las sedes de los Almacenes La 14 en Palmira, Cartago, Tuluá, Buenaventura, Jamundí, en el Valle del Cauca y la de Girardot en Cundinamarca. En agosto del mismo año Tuya y Mastercard lanzan una tarjeta totalmente digital para clientes de Almacenes Éxito.
En 2024, el Grupo Calleja, nuevo propietario de almacenes Éxito ha comenzado a realizar cambios estratégicos para volver más rentable el grupo.

## Formatos
Los almacenes Éxito se caracterizan por ser de gran superficie, en donde se ofrecen todo tipo de productos de mercado y para el hogar, usualmente cuentan con panadería y restaurante dentro del supermercado. Sin embargo, a través de los años ha ido evolucionando incursionando en nuevos formatos. 

### Éxito Express
Éxito es un formato diseñado bajo la idea de un mini-mercado, son almacenes de tamaño pequeño que llevan la experiencia de la marca a una compra ágil.

Éxito Súper
Éxito Súper es un formato diseñado bajo la idea de un supermercado, son almacenes de tamaño mediano que llevan la experiencia de la marca a una compra ágil.

### Éxito Vecino
Éxito Vecino es un formato diseñado bajo la idea de un supermercado, son almacenes de tamaño grande que llevan la experiencia de la marca a una compra ágil. 

### Éxito Wow!
Es uno de los formatos más nuevos de la marca, se caracterizan por brindarle al cliente una experiencia superior dentro de sus tiendas. Son almacenes remodelados que le apuntan a un comercio más innovador futurista y moderno. 

## Filiales
Didetexco:
Empresa textil que produce las prendas que conforman el portafolio de marcas propias de vestuario. Didetexco también desarrolla otros procesos intermedios como estampado y bordado en más de 300 talleres satélites de confección, todos ellos en Colombia.
Cuenta con once marcas para ofrecerles a los usuarios prendas que se pueden encontrar en todos los almacenes éxito de Colombia. Las marcas que produce Didetexco son: Arkitect, People, Bronzini, Pop Rose, WKD, Coquí, Custer, Ama’s, Cárrel, Bluss.
Almacenes Éxito Inversiones S.A.S.:
Está encargada de constituir, financiar, promover, invertir individualmente o trabajar con otras personas naturales o jurídicas en la conformación de sociedades, empresas o negocios que tengan el objetivo de producir bienes, objetos, mercancías, artículos o elementos, o la prestación de servicios relacionados con la actividad de establecimientos comerciales.